# 罗伯托·博宁塞尼亚
罗伯托·博宁塞尼亚（義大利語：Roberto Boninsegna，1943年11月13日—），意大利男子足球运动员，场上位置是前锋。他曾代表意大利国家队参加1970年和1974年国际足联世界杯，其中1970年世界杯获得亚军。